# Драгонвик
«Драгонвик» (англ. Dragonwyck) — кинофильм режиссёра Джозефа Манкевича, вышедший на экраны в 1946 году. Экранизация одноимённого романа Ани Сетон.

## Сюжет
1844 год, разгар так называемой Войны антиренты. Абигейл Уэллс, живущая с мужем и детьми на ферме в Коннектикуте, получает от своего очень дальнего и очень богатого родственника Николаса ван Рина (Винсент Прайс) письмо с предложением прислать кого-либо из дочерей, чтобы составить компанию маленькой Кэтрин Ван Рин. Ван Рины более 200 лет владеют большим участком земли в долине реки Гудзон (штат Нью-Йорк) и проживают в старинном замке Драгонвик. Николас Ван Рин является жёстким сторонником старых принципов землевладения, отказываясь передавать фермерам-арендаторам землю, на которой те работают.
Хотя отец семейства Уэллс Эфраим, человек строгих правил, не хочет отпускать никого из дочерей к незнакомым людям, он всё же поддается на уговоры 18-летней Миранды (Джин Тирни) и дает согласие на её поездку в Драгонвик. Мечтательная девушка в восторге от красот природы и роскошной жизни в поместье и вскоре влюбляется в галантного и благородного патруна Николаса. Она не замечает, что семейная жизнь ван Ринов отнюдь не счастлива и скрывает мрачные тайны: разочарованный в жене, которая не смогла родить ему наследника, Николас Ван Рин сохраняет к ней внешне почтительное отношение, однако на деле глубоко презирает эту болезненную женщину, находящую отдушину в чревоугодии. Кроме того, над поместьем, по слухам, тяготеет проклятие прабабки хозяина, Азильды Ван Рин: увезенная из Нового Орлеана на Север, она была несчастлива в Драгонвике, поскольку муж запрещал ей привычные пение и музыку, а хотел от неё лишь сына, после рождения которого Азильда погибла при загадочных обстоятельствах. По легенде, перед тем, как в дом приходит несчастье, Ван Рины — и только они — слышат музыку, пение и смех Азильды.
Миранда наблюдает роскошную жизнь голландской аристократии, конфликты патрунов с фермерами, сводит знакомство с молодым доктором Джеффом Тёрнером, поддерживающего притязания земледельцев против землевладельцев...
Вскоре Йоханна Ван Рин умирает от острого гастрита. В ночь кончины матери юная Кэтрин слышит пение, смех и звуки клавесина... Миранда напугана, однако ещё больше пугает её поведение сэра Николаса, который признаётся Миранде в своих чувствах. Из соображений приличия она уезжает сразу после похорон обратно на ферму своего отца.
Однако через 2 месяца на ферму приезжает Николас Ван Рин и делает Миранде официальное предложение, которое Миранда с восторгом принимает — она влюблена в мистера Ван Рина уже давно и ждала его приезда каждый день...
После свадьбы семейство Ван Ринов сталкивается с остракизмом со стороны голландской аристократии, так как столь скорое бракосочетание после смерти первой жены кажется неприличным. Но Николасу Ван Рину глубоко безразлично мнение окружающих, так как его молодая жена ждёт ребёнка. Он исполняет все прихоти жены, включая наём хромоножки-горничной по имени Пэгги. Однако долгожданный мальчик умирает практически сразу после рождения. Горе отца несравнимо даже с горем матери. Николас Ван Рин запирается в башне Драгонвика на несколько дней, где, как выясняется, лечит своё отчаяние употреблением опиума...
Миранда сталкивается с отчуждением мужа, отношения супругов начинают напоминать те, что были между Николасом и его первой женой...
В это время власти отменяют старые законы землевладения, фермеры-арендаторы претендуют на выкуп земельных наделов, это повергает Ван Рина в глубокий кризис...
Вскоре к доктору Тёрнеру приходит Пэгги и рассказывает о том, что происходит между супругами, о пугающем поведении хозяина дома... Как оказывается, с момента смерти первой жены Ван Рина Тёрнер носил в себе подозрение в том, что её смерть не была случайной: скорее всего, Николас Ван Рин, влюбленный в Миранду и одержимый желанием получить сына-наследника, решил избавиться от Йоханны, отравив её соком олеандра из своей оранжереи... И сейчас Джефф боится, что впавший в безумие патрун может избавиться и от второй жены. Он и Пегги спешат в Драгонвик.
Тем временем, вышедший из своей башни Николас Ван Рин приходит к Миранде, между супругами происходит ссора, в разгар которой Николас с ужасом слышит музыку, пение и смех....

## В ролях
- Джин Тирни — Миранда Уэллс
- Винсент Прайс — Николас ван Рин
- Уолтер Хьюстон — Эфраим Уэллс
- Гленн Лэнган — доктор Джефф Тёрнер
- Энн Ревир — Абигейл Уэллс
- Спринг Байинтон — Магда
- Конни Маршалл — Кэтрин ван Рин
- Гарри Морган — Клас Бликкер
- Вивьен Осборн — Йоханна ван Рин
- Джессика Тэнди — Пегги
- Труди Маршалл — Элизабет ван Борден
- Гертруда Астор — медсестра (в титрах не указана)

## Критика
Как написал современный историк кино Фрэнк Миллер, наряду с готической тематикой, составляющей основу романа, «фильм рассматривал также темы классовой структуры и содержал изрядную дозу сверхъестественных ужасов» и «такую смесь после выхода картины некоторые критики восприняли негативно». В частности, Босли Краузер из «Нью-Йорк таймс» выразил мнение, что «в сценарии слишком много разговоров и слишком мало движения, и история разворачивается довольно скучно… напряженное волнение, присущее роману, не было успешно передано сценаристом и режиссером Джозефом Манкевичем… Манкевич и его коллеги сделали всё тяжеловесно, выхолостив его возбуждающую сущность и лишив его элемента неожиданности». С другой стороны, журнал Variety в своей рецензии назвал фильм «ясным и во многом убедительным», а также «постоянно и беспросветно мрачным в своём болезненном течении», далее отметив, что «настроение и атмосфера фильма достаточно зловещие и жуткие, чтобы заинтересовать любителей фильмов ужасов». Как далее пишет Миллер, «по сегодняшним меркам Манкевич добился искусно сбалансированной работы, в чём ему, безусловно, помог отличный актёрский состав». По словам киноведа, «Манкевич заслуживает восхищения своей попыткой наполнить „Драгонвик“, который по сути был вторичной готической мелодрамой, некоторыми интересными наблюдениями на тему классового сознания, а также тем, что он дал возможность Винсенту Прайсу проявить себя в образе мрачного злодея. Именно этот образ впоследствии сослужит актёру хорошую службу в серии фильмов по произведениям Эдгара По в 1960-е годы».